# 天主教安齊拉貝教區
天主教安齊拉貝教區（拉丁語：Dioecesis Antsirabensis）是馬達加斯加一個羅馬天主教教區，屬安塔那那利佛總教區。
1913年5月15日設貝塔富宗座監牧區，1918年8月24日升為代牧區。1921年1月10日隨教座遷移而易名。1955年9月14日升為教區。
2012年有教友845,245人（佔轄區總人口44.4%）、廿七個堂區、115名司鐸。現任教區主教為斐理伯·拉奈武馬納納。